# Tsugishige Kondō
Tsugishige Kondō (jap. 近藤 次繁 Kondō Tsugishige; ur. 1865, zm. 1944) – japoński chirurg. 
Studiował medycynę na Tokijskim Uniwersytecie Cesarskim, gdzie był uczniem Karla Juliusa Scriby. 
Razem z Sankichi Satō założył w 1898 roku Japońskie Towarzystwo Chirurgiczne, którego 1. kongres odbył się 1-3 kwietnia 1899 roku. 
Jako pierwszy w Japonii przeprowadził appendektomię i gastrektomię.